# Сан-Хасинто (Уругвай)
Сан-Хасинто (исп. San Jacinto) — город на юге Уругвая, на территории департамента Канелонес.

## География
Город находится в центральной части департамента, восточнее реки Пандо, на высоте 47 метров над уровнем моря.
Сан-Хасинто расположен на расстоянии приблизительно 36 километров к востоку от города Канелонес, административного центра департамента и на расстоянии 38 километров к северо-востоку от Монтевидео, столицы страны. Ближайший гражданский аэропорт расположен в городе Монтевидео.

## История
Сан-Хасинто был возведён в статус сельского населённого пункта (Pueblo) 20 июня 1901 года. Получил статус малого города (Villa) 27 июня 1951 года. Получил статус города (Ciudad) 26 ноября 1976 года.

## Население
По данным переписи 2011 года, население составляло 4 510 человек.
| Год  | Население |
| ---- | --------- |
| 1908 | 4 616     |
| 1963 | 1 908     |
| 1975 | 2 244     |
| 1985 | 2 795     |
| 1996 | 3 596     |
| 2004 | 3 909     |
| 2011 | 4 510     |

Источник: Instituto Nacional de Estadística de Uruguay

## Экономика
Основу экономики города составляет сельскохозяйственное производство.